# تارسيسيو لوبيز دا سيلفا
تارسيسيو لوبيز دا سيلفا (بالبرتغالية: Tarcisio Lopes da Silva‏) (مواليد 10 يناير 1991) لاعب كرة قدم برازيلي يلعب كمهاجم لعب سابقاً في نادي حطين ونادي السد.

## روابط خارجية
- تارسيسيو لوبيز دا سيلفا على موقع قاعدة بيانات كرة القدم.إي يو (الإنجليزية)
- تارسيسيو لوبيز دا سيلفا على موقع Soccerway.com (الإنجليزية)